# المستشفى العسكري ببنزرت
المستشفى العسكري ببنزرت هو مستشفى عسكري تونسي يقع في بنزرت. هو مؤسسة عمومية ذات طابع إداري يتمتع بالشخصية المعنوية والاستقلالية المالية. أسس في 1983.

## الوحدات والاختصاصات
المهمة الرئيسية للمستشفى هي توفير الرعاية المتخصصة الجيدة للغاية من خلال استخدام التكنولوجيا الحديثة وتنفيذ هيئات التصرف المناسبة. يعمل بمثابة مركز تشخيص وعلاج وخبرة طبية.

خدمات المستشفى المتخصصة هي:
- قسم الطب الباطني.
- قسم طب القلب.
- قسم طب الجهاز الهضمي.
- قسم طب الحساسية الهوائية.
- قسم الجراحة.
- قسم طب الأنف والأذن والحنجرة.
- قسم طب العيون.
- قسم طب الأسنان.
- قسم طب الأطفال.
- قسم طب الغوص.

خدمات المستشفى ووحداته الصحية المشتركة هي التالية:
- قسم التصوير الطبي والتشخيص بالأشعة.
- قسم مختبر نقل الدم.
- قسم الصيدلة.
- قسم العيادة الخارجية.
- قسم الطوارئ والإستعجالي.
- قسم نظافة المستشفى وحماية البيئة.
- قسم الطب البدني وإعادة التأهيل.
- قسم الديال الدموي والكلية الصناعية.

## مقالات ذات صلة
- الجيش الوطني التونسي
- وزارة الدفاع الوطني (تونس)